# Marietta (Oklahoma)
Marietta ist eine Stadt in Oklahoma und der County Seat von Love County. Das U.S. Census Bureau hat bei der Volkszählung 2020 eine Einwohnerzahl von 2.719 ermittelt. Die Stadtfläche beträgt 6,2 km2.
Die Stadt nahe dem Red River, der Grenze zu Texas, gilt als „Gateway to Lake Country“. Im Nordosten erreicht man den Lake Murray nach rund 16 Kilometern, der Lake Texhoma liegt rund 32 Kilometer östlich der Stadt. State Highway 32 und US Route 77 kreuzen sich in Marietta, wichtigster überregionaler Verkehrsweg ist die Interstate 35, welche am östlichen Stadtrand vorbeiführt.

## Geschichte
Im 19. Jahrhundert wurden von europäischen Siedlern im fruchtbaren Land entlang des Red Rivers zahlreiche Farmen und Dörfer errichtet. 1887 baute die Gulf, Colorado and Santa Fe Railway (später Atchison, Topeka and Santa Fe Railway) im heutigen Marietta, das damals noch im Indianer-Territorium lag, einen Bahnhof. Die eigentliche Stadtgeschichte begann am 2. Juni 1898, als der Ort eine eigenständige Gemeinde wurde. Die Bevölkerungszahl von damals etwa 550 stieg rasch auf 1546 im Jahr 1910 und 1977 Einwohner 1920. Während der Great Depression in den 1930ern fiel die Einwohnerzahl auf 1505, erst nach dem Zweiten Weltkrieg stieg die Bevölkerung von Marietta wieder auf den aktuellen Stand von 2445.
In den ersten Jahren war die Eisenbahn ein wichtiger Faktor für die wirtschaftliche Entwicklung der Stadt. Die später gebaute Interstate 35 hatte dagegen eher negative Auswirkungen auf das Wirtschaftsleben von Marietta, da der Durchzugsverkehr nun an der Stadt vorbeilief. Ein besonders schwerer Schlag war 2004 die Schließung zweier großer Unternehmen, der Marietta Bakery und eines Werks von Siemens Dematic mit 400 bzw. 64 Angestellten. Wichtigster Arbeitgeber für die Bürger von Marietta ist nun das WinStar Casino des Chickasaw-Stammes im benachbarten Thackerville.

## Kulturdenkmäler
In bzw. um Marietta befinden sich vier Objekte, die im National Register of Historic Places eingetragen sind:
- Love County Courthouse: Courthouse, erbaut 1910
- Love County Jail and Sheriff’s Residence
- Santa Fe Depot: Eisenbahndepot
- Bill Washington Ranchhouse

## Söhne und Töchter der Stadt
- Weldon Rogers (1927–2004), Country-Musiker und Produzent
- James D. Thurman, Generalleutnant der US Army, 2007 kommandierender General des V. Korps der US Army in Heidelberg